# Jolanta Janek
Jolanta Janek (ur. 12 lutego 1963 w Warszawie) – polska ekonomistka, dyplomatka i urzędniczka państwowa; ambasador wizytująca RP na Malcie (2014–2019) i ambasador w Panamie (od 2025).

## Wykształcenie
Jest absolwentką studiów magisterskich w Szkole Głównej Planowania i Statystyki (1986) oraz dwuletnich studiów podyplomowych w Instytucie Krajów Rozwijających Się UW (1989). Odbyła kursy dyplomatyczne w Duńskiej Szkole Administracji Publicznej oraz trzyletnie studia doktoranckie w Kolegium Ekonomiczno-Społecznym SGH. W 2012 uzyskała tamże stopień doktorski na podstawie dysertacji Włoski „cud gospodarczy” (1958–1963) (promotor: Janusz Kaliński).

## Praca zawodowa
W 1990 została zatrudniona w Ministerstwie Spraw Zagranicznych, od 1990 do 1994 jako sekretarz w ambasadzie RP w Watykanie. Pracowała w Protokole Dyplomatycznym, w Departamentach: Prasy i Informacji, Europy Zachodniej oraz Azji i Pacyfiku. W swojej karierze zawodowej pełniła m.in. funkcję zastępczyni dyrektora sekretariatu ministra oraz Departamentu Azji i Pacyfiku, naczelniczki Wydziału Europy Zachodniej. W latach 1998–2002 była sekretarzem w ambasadzie RP w Rzymie. 1 grudnia 2014 została powołana na pierwszą ambasadorką wizytującą Polski na Malcie. Kadencję zakończyła 31 marca 2019. W styczniu 2025 objęła kierownictwo Ambasady RP w Panamie jako chargé d’affaires, zaś od kwietnia 2025 jako ambasadorka akredytowana także w Belize, Dominikanie, Gwatemali, Haiti, Hondurasie, Nikaragui oraz Salwadorze. Listy uwierzytelniające na ręce Prezydenta Panamy José Raúla Mulino złożyła 23 lipca 2025.
Jest autorką artykułów poświęconych problematyce społecznej i gospodarczej Włoch oraz państw azjatyckich, publikowanych w wydawnictwach SGH oraz w periodyku „Gospodarka Narodowa”.
Mówi po angielsku, włosku, hiszpańsku i francusku.

## Publikacje
- Społeczne konsekwencje włoskiego „cudu gospodarczego”, [w:] Wybrane zagadnienia ekonomiczne Polski, Unii Europejskiej i świata, nr 2012, wyd. Oficyna Wydawnicza SGH.
- Chiny w procesie globalizacji, [w:] Prace i Materiały ISM, nr 39/2011, wyd. Kolegium Społeczno-Ekonomiczne SGH.
- Chiny wobec światowego kryzysu ekonomicznego, [w:] Studia i Prace, nr 3/2010, wyd. Oficyna Wydawnicza SGH.
- Relacje Unii Europejskiej z państwami ASEAN, [w:] Studia i Prace, nr 19/2009, wyd. Oficyna Wydawnicza SGH.
- Włochy wobec światowego kryzysu gospodarczego, [w:] Gospodarka Narodowa, nr 11-12/2009, wyd. Instytut Gospodarki Narodowej SGH.
- Rola sektora państwowego w powojennym rozwoju Włoch oraz w okresie boomu gospodarczego w latach 50. i 60. XX wieku, [w:] Kwartalnik KES SGH nr 1/2016.
- Społeczne i ekonomiczne przesłanki sycylijskiego separatyzmu od zjednoczenia Włoch do połowy XX wieku. Mafia a kwestia niepodległości Sycylii, [w:] Kwartalnik KES SGH nr 2/1018.
- Evolution of Malta's economic policies from independence in 1964 to joining the EU in 2004, MSZ.
- Ewolucja polityki gospodarczej Malty od uzyskania niepodległości w 1964 r. do przystąpienia do UE w 2004 r. [w:] Kwartalnik KES SGH nr 4/2018.